# 東江縱隊港九大隊

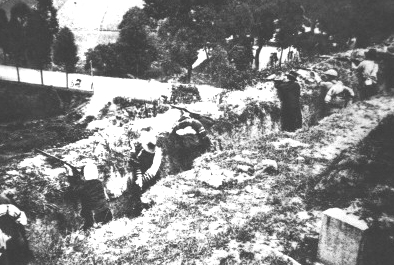
東江縱隊在戰壕中攻擊。

港九獨立大隊，簡稱港九大隊，直屬於由中共南方局指揮的廣東人民抗日游擊隊東江縱隊，是第二次世界大戰太平洋戰爭時期活躍於日佔香港西貢半島的中共游擊隊，以營救英屬香港的外國人著稱，除了外國戰俘和商人，還帶領了8名跳傘的美軍飛虎隊機師逃出日軍追捕，令美軍稱道。
1941年12月，日軍在偷襲美國珍珠港六小時後偷襲英屬香港，香港保衛戰爆發，英國和加拿大聯軍在三週後戰敗。期間广东抗日游击队（东江纵队前身）派遣武装入香港，即为港九大隊前身，拾取被戰敗英軍所摒棄的武器，建立基地。 1942年2月3日，以新界原居民为主的港九大队在西貢半島正式成立。

## 組織架構
港九大隊設大隊長和政委，大队长蔡国梁，政委陈达明，副大队长鲁风，政治部主任黄高阳，下則設政訓室、交通站、軍需處、醫院、情報站、自衛隊等。政訓室由主任領導，下面有組織幹事、宣傳幹事、民運幹事、漁民幹事、統戰幹事和國際幹事等。港九大隊初期設有長槍隊和短槍隊，壯大後為方便指揮，按地區分為西貢、沙頭角、元朗、大嶼山、市區、海上，共六個中隊。
第三個和第五個分支在蔡國樑之下，被派遣到香港和九龍，由隊長黃冠芳和副隊長劉黑仔帶領。1942年2月3日，以香港原居民为主的港九独立大队在新界西贡宣布成立，下属包括海上武装、城区地下武装六个中队和情报系统。
1942年4月，港九大隊隊員加強了對大嶼山的控制，強化與澳門和廣州的通信。1943年12月2日，「廣東抗日游擊隊」改編為「廣東抗日游擊隊東江縱隊」，簡稱為「東江縱隊」，而港九大隊仍是它下轄的一個分隊。
1944年6月，蔡国梁与陈达明调走；鲁风任大队长，黄高阳任政委。

### 大嶼山中隊
1942年7月中旬，港九大队派武装人员50余到大屿山，组建了大嶼山中隊。中队长刘春祥、政治指导员陈亮明、副中队长苏光，下辖第一、第二小队，小队长何国良、陈满。太平洋战争打到菲律宾后，1944年农历四月初八拂晓，驻港日军千余人对实际控制大屿山农村地区的港九大队大嶼山中隊合围扫荡。经过一周剔抉搜索，日军没有发现分散隐蔽的游击队，日军转入驻剿，断绝大屿山内外交通。

## 營救外國人
港九大隊在拯救英國和外國人士上亦扮演了重要角色，共有20名英國人、54名印度人、8名美國人、3名丹麥人、2名挪威人、1名蘇聯人，以及1名菲律賓人獲拯救，包括被囚的賴特上校等英軍官兵及美軍飛行員，此外亦有大批中國教育界、新聞界、文化界人士獲救。另外，港九大隊亦協助營救戰俘，包括著名的賴廉士爵士、祈德尊爵士、王國棟教授和David Bosanquet。港九大隊對盟軍最重大的貢獻，是搶救了8名因日軍擊落其飛機而跳傘到九龍的美國飛行員。當時為1944年2月11日，美軍第十四航空飛行指揮員兼教官克爾（Donald W. Kern）中尉在轟炸啟德機場時被日軍擊中，跳傘降落觀音山，後得到游擊隊小交通員李石仔等救助才能逃出日軍的搜捕。

## 爭議
香港政治評論員兼律師桑普批评指，港九大隊“只集中力量打擊國民黨勢力，根本無抗日意識”。他同时认为東江縱隊港九大隊，只是扮演救傷、轉移、營救戰俘等角色，並無武裝對抗日軍，與英、加兩國軍人參與「香港保衛戰」當中，與日軍正面交鋒，戰略層次完全不同。他批评東江縱隊港九大隊待英軍撤退后取走英国軍人槍械，建立地下組織在香港進行情報收集工作的行为。并指這成為了中共建政初期，香港地下黨（新華社及港澳工委）領導人員的前身。
有香港学者指，在西貢區傳教的天主教神職人員成為港九大队針對對象，1942年內三位在區內工作的傳教士黃子謙 、郭景芸、丁味略先後被人謀殺。其中，根據天主教香港教區檔案的紀錄，其中神父郭景芸于1942年被港九大队俘虏并殺害。